# Enchiridion Indulgentiarum
Enchiridion Indulgentiarum (wykaz odpustów) – dokument publikowany przez Penitencjarię Apostolską. Zawiera warunki uzyskania odpustów zarówno cząstkowych, jak i zupełnych. Ostatni opublikowany Enchiridion to czwarte wydanie, z czerwca 1999.
Papież ma też prawo udzielać nadzwyczajnych odpustów.